# CPSF 301-400
Colecția „Povestiri științifico-fantastice” a fost un periodic de literatură pentru tineret editat de revista „Știință și Tehnică”. Prima serie a apărut în 1 octombrie 1955 și a cuprins 466 de numere, publicate de două ori sau, pentru o scurtă perioadă, de trei ori pe lună, până în aprilie 1974. Primele 80 de numere au fost traduse și în limba maghiară. A existat și o serie în limba germană. Reluată după 1990, numele i-a fost schimbat în Anticipația - Colecția „Povestiri științifico-fantastice”.

## Cuprinsul numerelor 301-400
- 301 (1-06-1967) Mircea Șerbănescu - Uluitoarea transmigrație; Mircea Bandu - De la Cousteaunia la Euxinia; Vladimir Colin - Dialoguri literar-galactice (6); Igor Block - Un număr „festiv” consacrat literaturii de anticipație, răspund Ion Hobana și Pierre Boulle
- 302 (15-06-1967) Adrian Oproiu - Concertul imperial (1); Dumitru Lesovici - Grefa; Dumitru Lesovici - Perna
- 303 (1-07-1967) George David - Erupția; Adrian Oproiu - Concertul imperial (2); Constantin Florescu - Adolescentul; Dorel Popa - Robinsoniada; Virgil Ioanid - În pragul mileniului III
- 304 (15-07-1967) Victor Kernbach - Dacă totuși noaptea...; Victor Kernbach - Ciudatele migrații
- 305 (1-08-1967) Viorel Burlacu - Alo, poliția? Arestați raza albastră! (1/4); Valerian Agalopol - Aventura lui Gess
- 306 (15-08-1967) Viorel Burlacu - Alo, poliția? Arestați raza albastră! (2)
- 307 (1-09-1967) Romulus Bărbulescu și George Anania - Ochii ei albaștri; Viorel Burlacu - Alo, poliția? Arestați raza albastră! (3)
- 308 (15-09-1967) Mihnea Moisescu - Copleșitoarea amintire (1); Viorel Burlacu - Alo, poliția? Arestați raza albastră! (4)
- 309 (1-10-1967) Ghennadi Gor - Marele actor Jones; Mihnea Moisescu - Copleșitoarea amintire (2)
- 310 (15-10-1967) Oscar Lemnaru - Ochiul de mort; Adrian Rogoz - Alambai sau arcanele artei
- 311 (1-11-1967) Stanislaw Lem - Solaris (1/6)
- 312 (15-11-1967) Stanislaw Lem - Solaris (2); Ghennadi Gor - O întâmplare nemaipomenită
- 313 (1-12-1967) Stanislaw Lem - Solaris (3); Mihai Georgescu - Phoenix (2);
- 314 (15-12-1967) Stanislaw Lem - Solaris (4); Virgil Ioanid - În pragul mileniului III: Cum vom locui
- 315 (1-01-1968) Stanislaw Lem - Solaris (5)
- 316 (15-01-1968) Stanislaw Lem - Solaris (6); Igor Rosohovatski - Însemnările doctorului Burkin
- 317 (01-02-1968) Virgil Gheorghiu - Insula Poseidonia; Alain Guérin, Sabotaj la Circuitul planetelor
- 318 (15-02-1968) Rodica Tott - Moartea robotului
- 319 (01-03-1968) Eduard Jurist - Paharul de cristal (teatru SF); Leonid Petrescu - Atenție la treaptă! (teatru SF); Igor Rosohovatski - Spirala istoriei (un fel de scenariu de film)
- 320 (15-03-1968) Grigore Davidescu - Lagua (1); Corneliu Fronea - Câinele cuvântător
- 321 (01-04-1968) Paul Mironescu - Șerpii de foc; Paul Mironescu - Doi „maeștri”; Paul Mironescu - „Ceasul”; Grigore Davidescu - Lagua (2)
- 322 (15-04-1968) George Suru - Ulise; Grigore Davidescu - Lagua (3)
- 323 (01-05-1968) Mircea Cîrloanță - Neterminata; Mircea Cîrloanță - Furnicarul; Grigore Davidescu - Lagua (4)
- 324 (15-05-1968) Damiano Malabaila - Torecul; Damiano Malabaila - Mnemagogii; Damiano Malabaila - Frumoasa adormită
- 325 (01-06-1968) Victor Ștefănescu - Taina piramidei faraonului Keops (1); Victor Săhleanu - Parapsihologie? (eseu)
- 326 (15-06-1968) Kocsis István - Radar; Victor Ștefănescu - Taina piramidei faraonului Keops (2)
- 327 (01-07-1968) Ștefan Zaides - O lume de zei (1/6); Oscar Lemnaru - Amăgirea
- 328 (15-07-1968) Ștefan Zaides - O lume de zei (2); Cezar Țipa, Eduard Ardan, Uluitorul unsprezece
- 329 (01-08-1968) Ștefan Zaides - O lume de zei (3); Herman Brunea - Ciudata călătorie a profesorului M.
- 330 (15-08-1968) Ștefan Zaides - O lume de zei (4); Mihu Antin - Restul n-a fost tăcere
- 331 (01-09-1968) Ștefan Zaides - O lume de zei (5); Alexandru Forje - Idee periculoasă; Justin Teodoru - Întîlnirea
- 332 (15-09-1968) Ștefan Zaides - O lume de zei (6); Tudor Negoiță - Omul și sirena

Nr. 333. Conține „Poarta care duce dincolo” și „A fost odată pe Mercur” de Clifford D. Simak. Copertă de Pompiliu Dumitrescu.

- 333 (01-10-1968) Clifford D. Simak - A fost odată pe Mercur; Clifford D. Simak - Poarta care duce dincolo (1)
- 334 (15-10-1968) Clifford D. Simak - Poarta care duce dincolo (2)
- 335 (01-11-1968) Mircea Șerbănescu - M-TRA 17 în acțiune; Clifford D. Simak - Poarta care duce dincolo (3)
- 336 (15-11-1968) Maurice Renard - Omul trucat (1); Igor Rosohovatski - Glume... cibernetice
- 337 (01-12-1968) Maurice Renard - Omul trucat (2)
- 338 (15-12-1968) Maurice Renard - Omul trucat (3) (traducere de Ion Hobana); Rodica Lipatti - Fantasticul, imaginarul, realul (eseu); Voicu Bugariu - O parabolă științifico-fantastică (eseu)
- 339 (01-01-1969) Mircea Popescu - Olimpionicii; Florin Zăgănescu - De la Icar la cuceritorii Lunii (1) (eseu)
- 340 (15-01-1969) Alexandru Forje - Lupta cu infinitul (1); Horia Aramă - Nu în fața oglinzii; Florin Zăgănescu - De la Icar la cuceritorii Lunii (2) (eseu)
- 341 (01-02-1969) Cezar Țipa, Eduard Ardan - Iartă-mă, Antonio Ferrera!; Alexandru Forje - Lupta cu infinitul (2); Florin Zăgănescu - De la Icar la cuceritorii Lunii (3) (eseu)
- 342 (15-02-1969) Georgeta Crăciun - Prizonierii misteriosului ghețar; Florin Zăgănescu - De la Icar la cuceritorii Lunii (4) (eseu)
- 343 (01-03-1969) Alexandru Horga - Răzbunarea; Poul Anderson - Patrula timpului (1); Florin Zăgănescu - De la Icar la cuceritorii Lunii (5) (eseu)
- 344 (15-03-1969) Poul Anderson - Patrula timpului (2); Radu Nor - Insula ceasului oprit; Florin Zăgănescu - De la Icar la cuceritorii Lunii (6) (eseu)
- 345 (01-04-1969) Jorge Luis Borges - Funes sau omul cu memoria perfectă;Poul Anderson - Patrula timpului (3); Florin Zăgănescu - De la Icar la cuceritorii Lunii (7) (eseu)
- 346 (15-04-1969) Laurențiu Cerneț - Mașina de visat frumos (1); Ionică Lucian - Teledragoste; Mihai Moraru - S-a pierdut o stea
- 347 (01-05-1969) Voicu Bugariu - Scrisoare; Laurențiu Cerneț - Mașina de visat frumos (2)
- 348 (15-05-1969) Dorel Dorian - Sfîrșitul marelui oracol
- 349 (01-06-1969) Joseph Henri Rosny Aîné - Uimitoarea călătorie a lui Hareton Ironcastle (1)
- 350 (15-06-1969) Joseph Henri Rosny Aîné - Uimitoarea călătorie a lui Hareton Ironcastle (2); Ștefan Nicolici - Mă însor; Oscar Lemnaru - Romanul fantastic; Virgil Ioanid - În pragul mileniului III (?): Centrul urban; Florin Zăgănescu - De la Icar la cuceritorii Lunii (?)
- 351 (01-07-1969) Joseph Henri Rosny Aîné - Uimitoarea călătorie a lui Hareton Ironcastle (3)
- 352 (15-07-1969) Joseph Henri Rosny aîné - Uimitoarea călătorie a lui Hareton Ironcastle (4)
- 353 (01-08-1969) Karel Čapek - Anecdotele viitorului; Tristan Bernard - O convorbire interplanetară; Iun Bing - A doua faptă eroică a lui Bulliman; „Planeta roșie”, „Migrație” & „Aminoacizi” - toate trei de Fereydun Hoveyda; B. Brănișteanu - Cîrma balonului; Mircea Cîrloanță - Microeseuri; B. Mircea - Zîmbetul; Ilia Varșavski - Cafeneaua moleculară; Redacția CPSF - Bibliografie (J. L. Borges)
- 354 (15-08-1969) Adrian Rogoz și Gheorghe Săsărman - Cursă în vid (1)
- 355 (01-09-1969) Adrian Rogoz și Gheorghe Săsărman - Cursă în vid (2)
- 356 (15-09-1969) Romulus Bărbulescu și George Anania - Planeta Umbrelelor Albastre (1)
- 357 (01-10-1969) Romulus Bărbulescu și George Anania - Planeta umbrelelor albastre (2)
- 358 (15-10-1969) Romulus Bărbulescu și George Anania - Planeta umbrelelor albastre (3)
- 359 (01-11-1969) Romulus Bărbulescu și George Anania - Planeta umbrelelor albastre (4)
- 360 (15-11-1969) Ovidiu Șurianu - Galbar (1)
- 361 (01-12-1969) Ovidiu Șurianu - Galbar (2)
- 362 (15-12-1969) Ilia Varșavski - Telepatie sau parapsihologie?; Ilia Varșavski - După sfârșitul lumii; Ilia Varșavski - O biotrangulație dubioasă
- 363 (01-01-1970) Nina Stănculescu - Imaginea fără ecran; B. Mircea - Lotușii; Ștefan Nicolici - Lectură
- 364 (15-01-1970) Nathalie Ch. Henneberg - Stăpânii orei (1); Michel Demuth - Cursa păsării Bum-Bum (1)
- 365 (01-02-1970) Nathalie Ch. Henneberg - Stăpânii orei (2); Michel Demuth - Cursa păsării Bum-Bum (2)
- 366 (15-02-1970) Gheorghe Săsărman - Astitot (1); Mircea Șerbănescu - O zi ciudată
- 367 (01-03-1970) Gheorghe Săsărman - Astitot (2); Virgil Gheorghiu - Ultimii cobolzi
- 368 (15-03-1970) Kulin György și Fábián Zoltán - Planeta contradicțiilor (1); Jacqueline H. Osterrath - Lorelei
- 369 (01-04-1970) Kulin György și Fábián Zoltán - Planeta contradicțiilor (2)
- 370 (15-04-1970) Kulin György și Fábián Zoltán - Planeta contradicțiilor (3)
- 371 (01-05-1970) Kulin György și Fábián Zoltán - Planeta contradicțiilor (4); Gabriel Garcia Marquez - Un biet moșneag cu aripi uriașe; Pilar Gilart - Omul de mâine; Sandu Drăghici - Cine răspunde de stele
- 372 (15-05-1970) Vasile Mănuceanu - Statuile lui Benjamin (1); Ilia Popovski - Reportaj dintr-un viitor îndepărtat
- 373 (01-06-1970) Vasile Mănuceanu - Statuile lui Benjamin (2); Gerard Klein - Îmblînzitorul de centipezi (1)
- 374 (15-06-1970) Vasile Mănuceanu - Statuile lui Benjamin (3); Gerard Klein - Îmblînzitorul de centipezi (2); Ilya Varșavschi - Bal mascat
- 375 (01-07-1970) Leo Szilard - Fundația Mark Gable; Robert Louis Stevenson - Straniul caz al doctorului Jekyll și al lui mister Hide (1)
- 376 (15-07-1970) Mircea Șerbănescu - Zidul; Titus Filipas - Două povestiri; Robert Louis Stevenson - Straniul caz al doctorului Jekyll și al lui mister Hide (2)
- 377 (01-08-1970) Robert Louis Stevenson - Straniul caz al doctorului Jekyll și al lui mister Hide (3)
- 378 (15-08-1970) Robert Louis Stevenson - Straniul caz al doctorului Jekyll și al lui mister Hide (4); Liciniu Ioan Ciplea - Ipoteze extraordinare: Când energia termonucleară va fi îmblânzită (2); Rémi-Maure - Triest'70; Daniel Cocoru - În sfârșit, pe ecrane două filme de anticipație, dar prea puțin semnificative
- 379 (01-09-1970) Igor Rosohovatski - Tor 1; Mircea Malița - Cronica anului 2000; Liciniu Ioan Ciplea - Ipoteze extraordinare: Când energia termonucleară va fi îmblânzită (3)
- 380 (15-09-1970) Sorin Stănescu - Fantastica spadă a cavalerului Joost van Deck (1); Fereydun Hoveyda - Cinci micropovestiri
- 381 (01-10-1970) Sorin Stănescu - Fantastica spadă a cavalerului Joost van Deck (2); Mircea Moisescu - Glasul din pulbere aurie
- 382 (15-10-1970) Sorin Stănescu - Fantastica spadă a cavalerului Joost van Deck (3); Artur Lundkvist - Periplu sideral
- 383 (01-11-1970) Karinthy Frigyes - „Două corăbii” (traducere de Eugen Hadai și Costache Anton); Karinthy Frigyes - „Imaginea eului” (traducere de Eugen Hadai și Costache Anton];  Poezii: Science-fiction de Mircea Opriță, Viitorul al doilea de Mircea Opriță, Mașina timpului de Mircea Opriță, Ochii mei de Ion Văduva-Poenaru; Nemulțumire de Ion Văduva-Poenaru; Metamorfoză de Ion Văduva-Poenaru; Somn de Ion Văduva-Poenaru; Noapte de Ion Văduva-Poenaru
- 384 (15-11-1970) Daphne Du Maurier - Păsările (1, traducere de Maria Magdalena Fortunescu); Pierre Marie - Formula lui Euler; Karinthy Frigyes - A patra stare de agregare;
- 385 (01-12-1970) Daphne Du Maurier - Păsările (2); Karinthy Frigyes - Moartea hipnotică
- 386 (15-12-1970) Tina Sol - Un altfel de suflu; Liliane Devis - Tărâmul pierdut; Mike Felsen - Orkadia
- 387  (01-01-1971) Alexandru Mironov - Performanță ciudată; Alexandru Mironov - Prea devreme; Ion Aramă - Stăpânul oceanului (1)
- 388 (15-01-1971) Emil Toma - Marele truc al marelui turc; Ion Aramă - Stăpânul oceanului (2); Stanislaw Lem - A cincea expediție sau Constatarea lui Trurl
- 389 (01-02-1971) Ion Aramă - Stăpânul oceanului (3)
- 390 (15-02-1971) Romulus Dinu - Proximalul (1)
- 391 (01-03-1971) Romulus Dinu - Proximalul (2)
- 392 (15-03-1971) Pierre Salva - Phobos; John Brunner - O meserie fără viitor
- 393 (01-04-1971) George Nestor - Castelul singuratic (1)
- 394 (15-04-1971) George Nestor - Castelul singuratic (2)
- 395 (01-05-1971) George Nestor - Castelul singuratic (3)
- 396 (15-05-1971) Mircea Șerbănescu - Omul care visa moartea; Laurențiu Cerneț - Adevărul în problema balenelor; Doru Treta - Cine știe?; Traian Ciuguianu - Omul de gheață; Marcel Luca - Și dacă undeva în univers cresc cactuși?; Marcel Luca - Imposibila revedere; Lucian Ionică - Focul; Cornel Stanciu - Întâlnirea
- 397 (01-06-1971) Lino Aldani - Science-fiction-ul în Italia; Sandro Sandrelli - Liliacul și directorul; Sandro Sandrelli - Pădurea întunecată; Sandro Sandrelli - Polipul muzicant; Piero Prosperi - Planeta tăcerii
- 398  (15-06-1971) Gianfranco de Turris - Italia, o viață dificilă; Giulio Raiola - Bienala 6000; Lino Aldani - Ordinele nu se discută; Florin Zăgănescu - De la Icar la cuceritorii Lunii: Cosmonautul sovietic nr. 23, N. N. Rukavișnikov; Mircea Șerbănescu - Quarber Merkur
- 399 (01-07-1971) Lino Aldani (ca N. L. Janda) - O roșcată autentică; Lino Aldani - Krakenul
- 400 (15-07-1971) Ghennadi Gor, Un Melmoth electronic (1)

## Legături către celelalte pagini despre CPSF
- CPSF 1-100
- CPSF 101-200
- CPSF 201-300
- CPSF 401-466
- CPSF 467-...

## Legături externe
- CPSF 305-323 la goodreads.com